# Stoebe clade
 Stoebe clade è un gruppo informale di piante angiosperme dicotiledoni della famiglia delle Asteraceae (sottofamiglia Asteroideae, tribù Gnaphalieae e sottotribù Gnaphaliinae).

## Descrizione

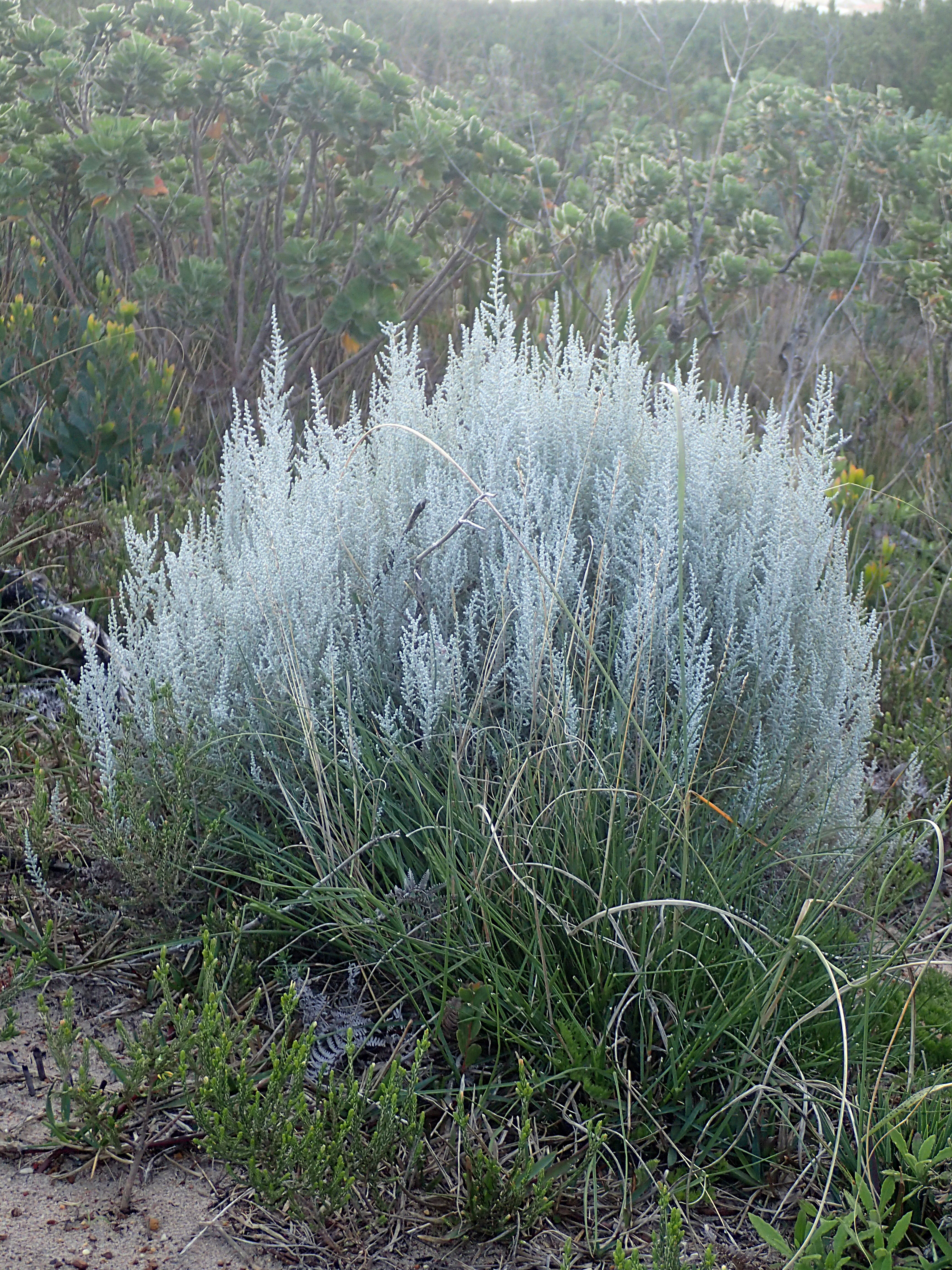
Il portamento
Seriphium plumosum

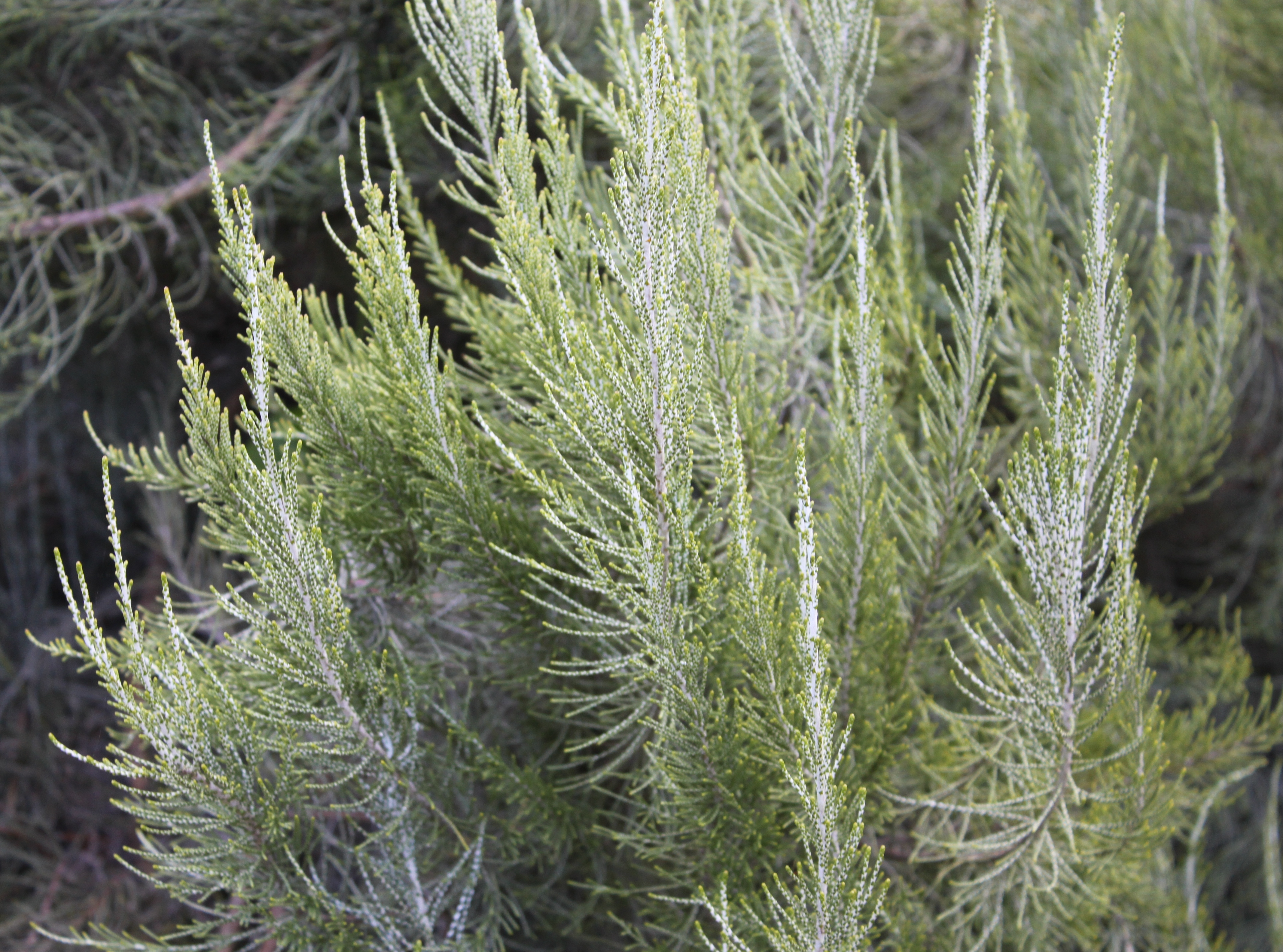
Le foglie
Dicerothamnus rhinocerotis

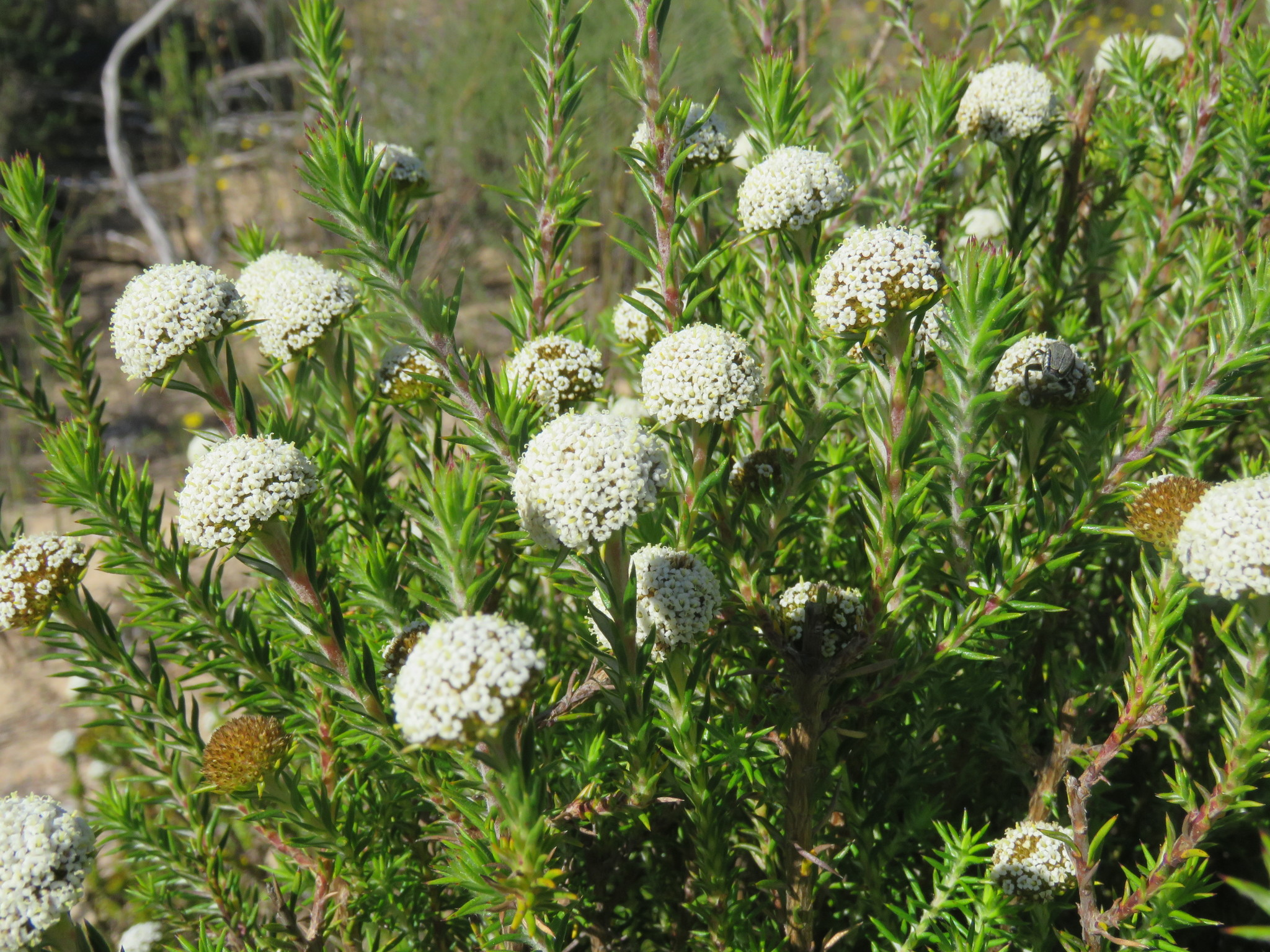
Infiorescenza
Stoebe aethiopica

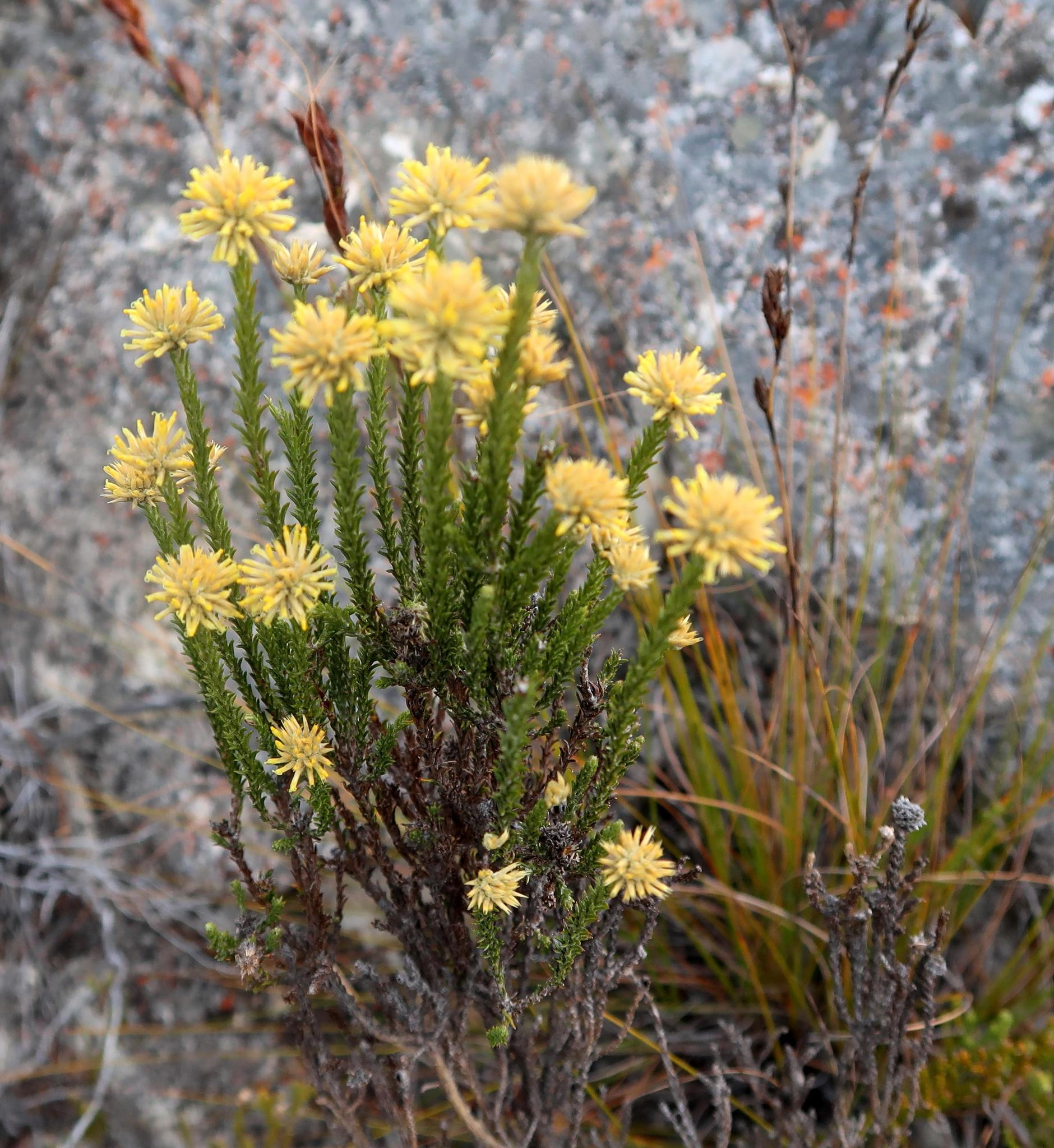
I fiori
Seriphium spirale

Habitus. Le specie di questo gruppo hanno un habitus di tipo arbustivo. I cauli di queste piante sono provvisti del floema, ma non di canali resiniferi; mentre i sesquiterpeni lattoni sono normalmente assenti (piante senza lattice).
Fusto. La parte aerea in genere è eretta e molto ramosa.
Foglie. Le foglie in genere sono disposte in modo alternato e sono quasi sempre sessili. La lamina è intera, da piatta a contorta con forme generalmente strette; i margini sono continui e spesso sono revoluti. La superficie è sparsamente tomentosa o lanosa (in particolare quella adassiale). Le foglie a volte sono solcate e decussate.
Infiorescenza. Le sinflorescenze sono sia scapose che composte da diversi capolini raccolti in formazioni corimbose dense (raramente a forma di spiga). Le infiorescenze vere e proprie sono formate da un capolino terminale generalmente sessili di tipo discoide (con fiori omogami). Raramente sono presenti capolini radiati (o sub-radiati). I capolini sono formati da un involucro, con forme globose, composto da diverse brattee, al cui interno un ricettacolo fa da base ai fiori. Le brattee, a volte colorate di bruno e a volte ricoperte di pula e a consistenza cartacea/cartilaginea, sono disposte in modo più o meno embricato su più serie e possono essere connate alla base (strati di stereoma indiviso);  talora possono avere un margine ialino. Il ricettacolo è nudo ossia senza pagliette a protezione della base dei fiori; la forma è piatta.
Fiori.  I fiori sono tetra-ciclici (formati cioè da 4 verticilli: calice – corolla – androceo – gineceo) e pentameri (calice e corolla formati da 5 elementi). Sono inoltre tubulosi, attinomorfi e si distinguono in:
- fiori del disco esterni: sono quasi sempre assenti;;
- fiori del disco centrali: sono pochi; sono ermafroditi.

In questo gruppo di piante i fiori radiati (ligulati o del raggio) sono assenti; a volte sono confusi con i fiori femminili (tubulosi) del disco esterno più o meno sub-zigomorfi con un lembo piatto e possono essere interpretati come fiori del raggio.
- Formula fiorale:

*/x K {\displaystyle \infty }, [C (5), A (5)], G 2 (infero), achenio
- Calice: i sepali del calice sono ridotti ad una coroncina di squame.
- Corolla: la forma della corolla normalmente è tubolare con 5 lobi (raramente 4); i lobi hanno una forma deltata o più o meno lanceolata. I colori della corolla sono porpora, rosa e bianco.
- Androceo: l'androceo è formato da 5 stami sorretti da filamenti generalmente liberi; gli stami sono connati e formano un manicotto circondante lo stilo; le teche (produttrici del polline) sono prive di sperone, ma hanno la coda (una sola); le appendici apicali delle antere hanno delle forme piatte; il tessuto endoteciale (rivestimento interno dell'antera) è quasi sempre polarizzato (con due superfici distinte: una verso l'esterno e una verso l'interno). Il polline è di tipo echinato (con punte sporgenti) a forma sferica è formato inoltre da due strati di ectesine, mentre lo strato basale è spesso e regolarmente perforato (tipo “gnafaloide”).[5]
- Gineceo: l'ovario è infero uniloculare formato da 2 carpelli. Lo stilo (il recettore del polline) è intero o biforcato con due stigmi nella parte apicale. Gli stigmi hanno una forma troncata; possono essere ricoperti da minute papille o avere dei penicilli apicali. Le superfici stigmatiche sono separate. I nettari sono presenti e a volte sono assenti.[5]

Frutti. I frutti sono degli acheni con pappo. Gli acheni sono piccoli a forma variabile da oblunga a obovoidale; la superficie in genere è glabra; il pericarpo può essere percorso longitudinalmente da alcuni fasci vascolari. Il pappo, persistente oppure no e in genere ridotto, è formato da setole capillari (piumose o barbate), facilmente sono connate alla base.

## Biologia
Impollinazione: l'impollinazione avviene tramite insetti (impollinazione entomogama tramite farfalle diurne e notturne).

Riproduzione: la fecondazione avviene fondamentalmente tramite l'impollinazione dei fiori (vedi sopra).

Dispersione: i semi (gli acheni) cadendo a terra sono successivamente dispersi soprattutto da insetti tipo formiche (disseminazione mirmecoria). In questo tipo di piante avviene anche un altro tipo di dispersione: zoocoria. Infatti gli uncini delle brattee dell'involucro (se presenti) si agganciano ai peli degli animali di passaggio disperdendo così anche su lunghe distanze i semi della pianta. Inoltre per merito del pappo il vento può trasportare i semi anche a distanza di alcuni chilometri (disseminazione anemocora).

## Distribuzione e habitat
Le specie di questo clade sono distribuite soprattutto nell'Africa meridionale.

## Tassonomia
La famiglia di appartenenza di questa voce (Asteraceae o Compositae, nomen conservandum) probabilmente originaria del Sud America, è la più numerosa del mondo vegetale, comprende oltre 23.000 specie distribuite su 1.535 generi, oppure 22.750 specie e 1.530 generi secondo altre fonti (una delle checklist più aggiornata elenca fino a 1.679 generi). La famiglia attualmente (2021) è divisa in 16 sottofamiglie; la sottofamiglia Asteroideae è una di queste e rappresenta l'evoluzione più recente di tutta la famiglia.

### Filogenesi
Il gruppo di questa voce è descritto nella sottotribù Gnaphaliinae (tribù Gnaphalieae, una delle 21 tribù della sottofamiglia Asteroideae). Da un punto di vista filogenetico, la tribù Gnaphalieae fa parte del supergruppo (o sottofamiglia) "Asteroideae grade"; l'altro è il supergruppo "Non-Asteroideae" contenente il resto delle sottofamiglie delle Asteraceae. All'interno del supergruppo è vicina alle tribù Senecioneae, Calenduleae, Astereae e Anthemideae.
La sottotribù Gnaphaliinae è caratterizzata da portamenti di vario tipo con specie ginomonoiche e monoiche, da foglie con margini interi, da capolini disciformi omogami o eterogami e raramente radiati (o subradiati), dallo stilo con rami troncati e superfici stigmatiche separate apicalmente, da acheni glabri o con tricomi allungati e pappo ridotto.
Il gruppo Stoebe clade, nell'ambito filogenetico della sottotribù, occupa una posizione centrale e risulta formare con il Metalasia clade un "gruppo fratello". Il cladogramma seguente, tratto dallo studio citato e semplificato, mostra una possibile configurazione filogenetica della sottotribù evidenziando la posizione del clade di questa voce.
|  | \| \| Flag clade \| \| \| \| \| \| Australasian clade \| \| \| \| |
|  |                                                                   |
|  | Gnaphalium s.s. clade                                             |
|  |                                                                   |
|  | Flag clade                                                        |
|  |                                                                   |
|  | Australasian clade                                                |
|  |                                                                   |

|  | Flag clade         |
|  |                    |
|  | Australasian clade |
|  |                    |

|  | \| \| Flag clade \| \| \| \| \| \| Australasian clade \| \| \| \| |
|  |                                                                   |
|  | Gnaphalium s.s. clade                                             |
|  |                                                                   |
|  | Flag clade                                                        |
|  |                                                                   |
|  | Australasian clade                                                |
|  |                                                                   |

|  | Flag clade         |
|  |                    |
|  | Australasian clade |
|  |                    |

|  | Metalasia clade |
|  |                 |
|  | Stoebe clade    |
|  |                 |

|  | Lasiopogon clade |
|  |                  |
|  | Ifloga clade     |
|  |                  |

|  | Metalasia clade |
|  |                 |
|  | Stoebe clade    |
|  |                 |

|  | Lasiopogon clade |
|  |                  |
|  | Ifloga clade     |
|  |                  |

|  | \| \| Flag clade \| \| \| \| \| \| Australasian clade \| \| \| \| |
|  |                                                                   |
|  | Gnaphalium s.s. clade                                             |
|  |                                                                   |
|  | Flag clade                                                        |
|  |                                                                   |
|  | Australasian clade                                                |
|  |                                                                   |

|  | Flag clade         |
|  |                    |
|  | Australasian clade |
|  |                    |

|  | \| \| Flag clade \| \| \| \| \| \| Australasian clade \| \| \| \| |
|  |                                                                   |
|  | Gnaphalium s.s. clade                                             |
|  |                                                                   |
|  | Flag clade                                                        |
|  |                                                                   |
|  | Australasian clade                                                |
|  |                                                                   |

|  | Flag clade         |
|  |                    |
|  | Australasian clade |
|  |                    |

|  | Metalasia clade |
|  |                 |
|  | Stoebe clade    |
|  |                 |

|  | Lasiopogon clade |
|  |                  |
|  | Ifloga clade     |
|  |                  |

|  | Metalasia clade |
|  |                 |
|  | Stoebe clade    |
|  |                 |

|  | Lasiopogon clade |
|  |                  |
|  | Ifloga clade     |
|  |                  |

I caratteri distintivi del clade sono:
- i capolini sono del tipo discoidi;
- la lamina delle foglie è intera, da piatta a contorta con forme generalmente strette;
- le appendici delle antere sono piatte;
- gli stigmi hanno una forma troncata;
- la superficie degli acheni è glabra.

### Composizione del clade
Il clade comprende 8 generi e 58 specie.

| Genere                    | N. specie | Distribuzione                 | Caratteri più significativi | Numeri cromosomici | Fiori |
| ------------------------- | --------- | ----------------------------- | --- | ------------------ | ----- |
| Amphiglossa DC., 1838     | 10        | Province del Capo e Namibia   | Le brattee dell'involucro sono colorate di bruno ed hanno una consistenza cartacea. - I fiori sono colorati da porpora a bianco-rosa. - Gli acheni hanno la superficie papillosa e sono a simmetria bilaterale. - Il pappo ha 18 - 32 setole leggermente fuse alla base. |                    |       |
| Dicerothamnus Koek., 2019 | 2         | Sudafrica                     | La pianta è ricoperta di ghiandole discrete e sessili. - Le foglie sono piccole e di tipo ericoide. - I capolini, discoidali, sono formati da 2 - 4 fiori. - Le brattee dell'involucro sono ricoperte di pula. - Il nettario è assente.                                  |                    |       |
| Disparago Gaertn., 1791   | 9         | Africa meridionale            | Le brattee dell'involucro sono prive di lamina. - I capolini sono formati da 2 fiori (uno esterno e uno interno). - I fiori esterni, se presenti presenti, sono radiati, sterili e ridotti. - L'habitat è confinato a quote basse vicino alle coste.                     | 2n = 18            |       |
| Elytropappus Cass., 1816  | 3         | Sudafrica                     | In queste piante le ghiandole sono cospicue e peduncolate (foglie con tricomi ghiandolari). - I capolini contengono due o più fiori. - Le brattee dell'involucro sono cartilaginose. - I fiori del disco sono bianchi con lobi patenti. - Le piante sono aromatiche.     |                    |       |
| Myrovernix Koek., 2019    | 5         | Provincia del Capo            | Le foglie sono ricoperte da ghiandole. - I fiori del disco sono colorati di rosso-prugna con lobi eretti. |                    |       |
| Pterothrix DC., 1838      | 3         | Africa meridionale            | Gli strati di stereoma della base delle brattee involucrali è indiviso. - I fiori del disco sono colorati di rosso prugna ed hanno i lobi eretti. - Il pappo è distintamente piumoso nella parte apicale.                                                                |                    |       |
| Seriphium L., 1753        | 9         | Africa centrale e meridionale | I fiori sono colorati di rosso prugna ed hanno delle forme tubolari con lobi eretti. - I nettari sono assenti. | 2n = 16            |       |
| Stoebe L., 1753           | 17        | Sudafrica                     | I capolini hanno un solo fiore. - Le brattee dell'involucro sono cartilaginee. - I lobi dei fiori hanno una forma allargata e incurvata e sono colorati di porpora, bianco o rosato. - I nettari sono quasi sempre presenti                                              | 2n = 16            |       |

Notaː una posizione incerta ha il genere Bryomorphe Harv. considerato sinonimo di Dolichothrix da alcune checklist, ma incluso nel clade Stoebe da altre ricerche.

### Visione sinottica del clade Stoebe
L’elenco seguente utilizza in parte il sistema delle chiavi analitiche (vengono cioè indicate solamente quelle caratteristiche utili a distingue un taxon dall'altro):
- 1A: i capolini sono del tipo radiato;

Disparago.
- 1B: i capolini sono del tipo discoidi;

- 2A: le foglie sono ricoperte da ghiandole;

- 3A: le ghiandole sono sessili e piccole;

Dicerothamnus.
- 3B: le ghiandole sono peduncolate e discrete;

- 4A: i fiori del disco sono bianchi con lobi patenti;

Elytropappus.
- 4B: i fiori del disco sono colorati di rosso-prugna con lobi eretti;

Myrovernix.
- 2B:  le foglie non sono ricoperte da ghiandole;

- 5A: i capolini hanno un fiore;

- 6A: i fiori del disco, con forme tubolari e lobi eretti, sono colorati di rosso-prugna; i nettari sono assenti;

Seriphium.
- 6B: i fiori del disco, con forme tubolari e lobi patenti o incurvati, sono colorati di bianco o rosa; i nettari in genere sono presenti;

Stoebe.
- 5B: i capolini hanno più di tre fiori;

- 7A: i fiori sono colorati da porpora a bianco-rosa;

Amphiglossa.
- 7B: i fiori sono colorati di rosso prugna

Pterothrix.